# Solidago
Cúc hoàng anh (trong tiếng Anh thường gọi là goldenrods) là một chi gồm từ 100 đến 120 loài thực vật có hoa thuộc họ Cúc (Asteraceae). Hầu hết loài là cây thân thảo lâu năm sống ở nơi thoáng như đồng cỏ và xavan. Đa số loài bản địa Bắc Mỹ, gồm cả México; số ít gốc gác Nam Mỹ và Á-Âu. Vài loài châu Mỹ được du nhập sang châu Âu hay nơi khác.